# اریک زیلواسی
اریک زیلواسی (به مجاری: Erik Szilvássy،  زادهٔ ۲۱ دسامبر ۱۹۹۴) یک کشتی‌گیر فرنگی‌کار اهل کشور مجارستان است.
از افتخارات وی می‌توان به کسب مدال نقره قهرمانی کشتی جهان ۲۰۲۴ اشاره کرد.

## فعالیت حرفه‌ای

### قهرمانی کشتی جهان ۲۰۲۴
زیلواسی در وزن ۸۲ کیلوگرم کشتی فرنگی قهرمانی کشتی جهان ۲۰۲۴ تیرانا شرکت کرد، او در این مسابقات گوربان گوربانوف از آذربایجان، جالگاسبای بردی‌مرادف از ازبکستان و احمد یلماز از ترکیه را شکست داد و به فینال رسید. وی در دیدار نهایی به محمدعلی گرایی از ایران باخت و به مدال نقره رسید.